# Lyra's Oxford
Lyra's Oxford (A Oxford de Lyra, em português) é um romance curto de fantasia do autor Philip Pullman publicado em 2003. Livro derivado da série His Dark Materials, acompanha a personagem Lyra Belacqua dois anos após os eventos ocorridos em The Amber Spyglass.
A história gira em torno de Lyra e Pantalaimon na tentativa de ajudar o daemon Ragi, que acharam lutando contra uma revoada de estorninhos, e sua feiticeira Yelena Pazhets, procurando um antigo alquimista chamado Sebastian Fazpaz que pode ter a cura para uma rara doença que os aflige.